# 南昌师范学院
南昌师范学院，简称南昌师院，是中华人民共和国的一所全日制本科公办省属普通高等学校，位于江西省南昌市青山湖区。
1952年，江西省中等师资进修学校成立；1956年，更名为南昌师范专科学校；1958年，改建为江西教育学院；1969年，与江西师范学院、江西大学文科合并为井冈山大学（后又更名为江西师范学院）。1979年，江西教育学院重建；2013年，改建为南昌师范学院。